# Bois de Petit Han
Le bois de Petit Han est un grand bois situé à côté des villages belges de Petit Han et Durbuy.